# Корнінг (Айова)
Корнінг (англ. Corning) — місто (англ. city) в США, в окрузі Адамс штату Айова, окружний центр. Населення — 1564 особи (2020). В США відоме, як місце народження телеведучого Джонні Карсона. Також тут народився Деніел Вебстер Тернер, губернатор штату Айова в 1931—1933 роках.

## Географія

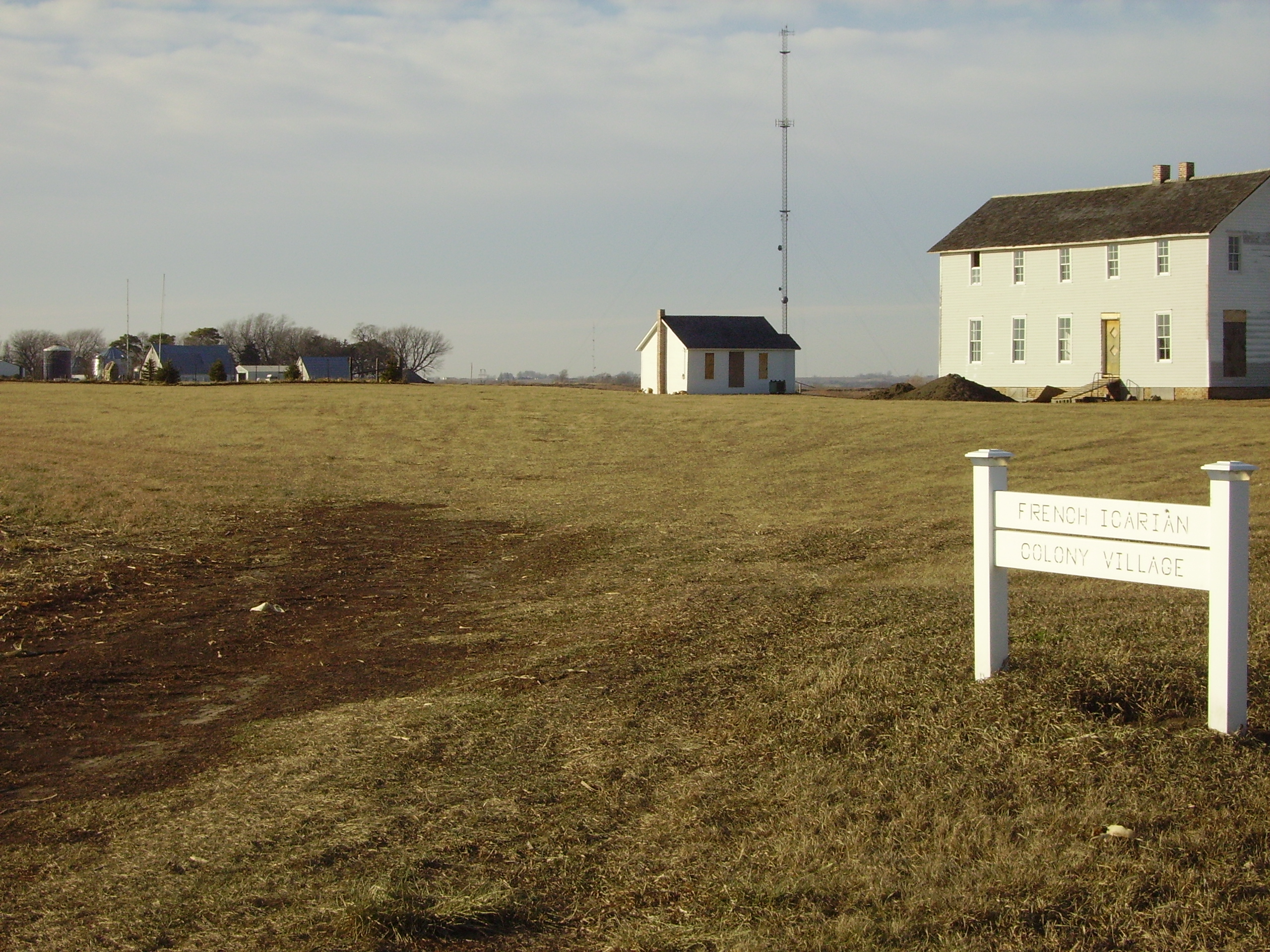
Околиці Корнінга

Корнінг розташований за координатами 40°59′34″ пн. ш. 94°44′23″ зх. д. / 40.99278° пн. ш. 94.73972° зх. д. (40.992794, -94.739722). За даними Бюро перепису населення США в 2010 році місто мало площу 4,11 км², з яких 4,10 км² — суходіл та 0,01 км² — водойми.

## Демографія
Згідно з переписом 2010 року, у місті мешкало 1635 осіб у 725 домогосподарствах у складі 427 родин. Густота населення становила 398 осіб/км². Було 849 помешкань (207/км²).
Расовий склад населення:
| - 98,2 % — білих - 0,9 % — азіатів - 0,2 % — корінних американців - 0,1 % — чорних або афроамериканців |

До двох чи більше рас належало 0,6 %. Частка іспаномовних становила 0,8 % від усіх жителів.
За віковим діапазоном населення розподілялося таким чином: 21,2 % — особи молодші 18 років, 54,7 % — особи у віці 18—64 років, 24,1 % — особи у віці 65 років та старші. Медіана віку мешканця становила 45,3 року. На 100 осіб жіночої статі у місті припадало 88,4 чоловіків; на 100 жінок у віці від 18 років та старших — 85,5 чоловіків також старших 18 років.
Середній дохід на одне домашнє господарство становив 53 487 доларів США (медіана — 41 849), а середній дохід на одну сім'ю — 66 028 доларів (медіана — 57 308). Медіана доходів становила 40 125 доларів для чоловіків та 31 393 долари для жінок. За межею бідності перебувало 13,3 % осіб, у тому числі 13,7 % дітей у віці до 18 років та 10,8 % осіб у віці 65 років та старших.
Цивільне працевлаштоване населення становило 769 осіб. Основні галузі зайнятості: освіта, охорона здоров'я та соціальна допомога — 31,7 %, виробництво — 16,3 %, роздрібна торгівля — 10,4 %, фінанси, страхування та нерухомість — 5,3 %.